# Vicariato di Binasco
Il Vicariato di Binasco era il nome di una speciale pieve amministrativa di confine del Ducato di Milano con capoluogo Binasco. La sua particolarità era quella di essere stata istituita a prescindere dall'aspetto religioso.

## Storia
Il Vicariato di Binasco fu una terra di confine, frutto delle lunghe guerre fra Milano e Pavia, e si estese su un insieme di territori ecclesiasticamente molto diversi, a partire dal capoluogo che religiosamente dipendeva da Pavia. La ricerca storiografica non è ancora riuscita ad identificare con precisione quale fosse la struttura amministrativa della zona prima del Rinascimento, mentre dal punto di vista ecclesiastico i territori afferenti all'Arcidiocesi di Milano si ripartivano intorno a due chiese prepositurali, quella di Decimo di Mettone e quella di Casorate. Proprio quest'ultima dava luogo alla prima complicanza, essendo il paese incluso viceversa nel Principato di Pavia per antica tradizione, e quindi intorno ad esso non poté svilupparsi una pieve amministrativa, in una situazione inversa rispetto a quella già accennata di Binasco, località che godeva peraltro di una favorevole posizione al decimo miglio dell’antica via Mediolanum-Ticinum e odierna strada statale 35 dei Giovi.
La Pieve di Decimo fu l'unica pieve milanese a venire soppressa entro la fine del medioevo. Nella sua versione religiosa comprese, oltre alla chiesa madre in aperta campagna, le chiese dipendenti di Zibido San Giacomo, Casirate Olona, San Pietro Cusico, Lacchiarella, Campomorto, Badile, Siziano, San Giacomo e Basiglio, prima di essere praticamente abbandonata col clero che si trasferì nel vicino abitato di Mettone nel 1568, salvo poi l'intervento di San Carlo Borromeo che nel 1584 ritenne più idonea Lacchiarella come nuova capofila spirituale. Nella versione civile che si era nel frattempo creata sopravvisse ancor meno, dato che il Vicariato di Binasco risultava che al suo posto a metà del Cinquecento.
Il Vicariato di Binasco si sviluppò quindi su un insieme di comuni provenienti da riferimenti religiosi diversi. Il nucleo principale fu quello delle comunità della pieve cattolica di Lacchiarella, dove si era trasferito il prevosto di Mettone, che venne ricompresa in blocco. La porzione più occidentale faceva ecclesiasticamente capo a Casorate, anche l'influenza di questa prepositurale si estendeva ben oltre a nord, su comuni compresi nella Pieve di Corbetta. Ad un gruppo marginale appartenevano Zibido al Lambro, orfano della soppressione della prepositurale di Vigonzone, e Basiglio. Completavano l'insieme i comuni religiosamente pavesi, tra cui appunto il capoluogo del vicariato.
L'ambito territoriale di Binasco sopravvisse nei secoli, perdendo solo Basiglio e Motta Visconti nel 1757 su rettifica confinaria di Maria Teresa d'Austria. Nel 1786 l'imperatore Giuseppe II deliberò una storica riforma spostando tutto il vicariato sotto la Provincia di Pavia, e anche se tale provvedimento fu revocato già nel 1791 da suo fratello l'imperatore Leopoldo II, tale misura verrà poi riproposta nell'Ottocento quando ormai il vicariato non esisteva più, dato che nel 1797 gli invasori francesi decisero la modernizzazione delle strutture amministrative creando al suo posto nuovi distretti.

## Territorio
Nella seconda metà del XVIII secolo, dopo l'aggregazione della Cassina Pelucca a Badile, di Femegro a Mandrugno, di Granzetta a Gnignano, di Pioltino a Vigonzino, delle due Bettola a Calvignasco, di Birolo a Casirate, di Merlate a Vernate, e di Porchera a Casarile, oltre all'inserimento della pavese Pontelungo per ordine imperiale, il territorio della pieve era così suddiviso:
| Comuni                                                                          | Parrocchie                                           |
| Comune di Binasco                                                               | ---                                                  |
| Comune di Casarile Comune di Zavanasco                                          | [ 6 ]                                                |
| Comune di Vidigulfo Comune di Cavagnera Comune di Ponte Lungo Comune di Vairano | ---                                                  |
| Comune di Mandrino                                                              | ---                                                  |
| Pieve di Lacchiarella                                                           |                                                      |
| Comune di Badile                                                                | Parrocchia della Natività di Maria                   |
| Comune di Campo Morto                                                           | Parrocchia della Beata Vergine Assunta               |
| Comune di Casirate                                                              | Parrocchia dei Santi Donato e Carpoforo              |
| Comune di Gnignano Comune di Villa Maggiore                                     | Parrocchia di San Bartolomeo apostolo                |
| Comune di Lacchiarella                                                          | Parrocchia prepositurale della Beata Vergine Assunta |
| Comune di Mettone                                                               | Parrocchia dei Santi Pietro e Paolo                  |
| Comune di Moirago                                                               | Parrocchia di San Vincenzo                           |
| Comune di San Pietro Cusico Comune di San Novo                                  | Parrocchia di San Pietro                             |
| Comune di Viano Comune di Vigonzino Comune di Mandrugno                         | Parrocchia di San Giacomo                            |
| Comune di Zibido San Giacomo                                                    | Parrocchia dell'Assunta                              |
| Pieve di San Giuliano fu Vigonzone                                              |                                                      |
| Comune di Zibido al Lambro Comune di Cassina Bianca                             | Parrocchia dei Santi Pietro e Paolo apostoli         |
| Pieve di Casorate                                                               |                                                      |
| Comune di Bubbiano                                                              | Parrocchia di Sant'Ambrogio                          |
| Comune di Pasturago                                                             | Parrocchia dei Santi Cosma e Damiano                 |
| Comune di Vernate                                                               | Parrocchia di Sant'Eufemia                           |
| --- Comune di Moncucco Comune di Calvignasco                                    | Parrocchia prepositurale di San Vittore              |
| --                                                                              | Parrocchia di San Giovanni Battista                  |
| --                                                                              | Parrocchia di San Michele                            |
| --                                                                              | Parrocchia di Santa Maria Nascente                   |
| --                                                                              | Parrocchia di San Giorgio                            |